# Kantons van Martinique

Wapen van Martinique

Het Franse departement Martinique (972) had 45 kantons. Naar aanleiding van een wetsaanpassing van 27 juli 2011 voor de 
collectivités territoriales Frans-Guyana en Martinique is op 1 januari 2016 de bestuurlijke functie van deze kantons overgenomen door de 4 kiesdistricten (circonscriptions législatives) van Martinique en zijn de kantons de facto opgeheven gezien ze geen enkele functie meer hebben.
| Arrondissement | Arrondissement | Kanton | Kanton                    |
| -------------- | -------------- | ------ | ------------------------- |
| 2              | La Trinité     | 1      | L'Ajoupa-Bouillon         |
| 3              | Le Marin       | 2      | Les Anses-d'Arlet         |
| 2              | La Trinité     | 3      | Basse-Pointe              |
| 4              | Saint-Pierre   | 4      | Le Carbet                 |
| 4              | Saint-Pierre   | 5      | Case-Pilote-Bellefontaine |
| 3              | Le Marin       | 6      | Le Diamant                |
| 3              | Le Marin       | 7      | Ducos                     |
| 1              | Fort-de-France | 9      | Fort-de-France-1          |
| 1              | Fort-de-France | 10     | Fort-de-France-2          |
| 1              | Fort-de-France | 11     | Fort-de-France-3          |
| 1              | Fort-de-France | 12     | Fort-de-France-4          |
| 3              | Le Marin       | 13     | Le François-1             |
| 2              | La Trinité     | 15     | Gros-Morne                |
| 1              | Fort-de-France | 16     | Le Lamentin-1             |
| 2              | La Trinité     | 17     | Le Lorrain                |
| 2              | La Trinité     | 18     | Macouba                   |
| 2              | La Trinité     | 19     | Le Marigot                |
| 3              | Le Marin       | 20     | Le Marin                  |
| 4              | Saint-Pierre   | 21     | Le Morne-Rouge            |
| 4              | Saint-Pierre   | 23     | Le Prêcheur               |
| 3              | Le Marin       | 24     | Rivière-Pilote            |
| 3              | Le Marin       | 25     | Rivière-Salée             |
| 2              | La Trinité     | 26     | Le Robert-1               |
| 3              | Le Marin       | 27     | Saint-Esprit              |
| 1              | Fort-de-France | 28     | Saint-Joseph              |
| 4              | Saint-Pierre   | 29     | Saint-Pierre              |
| 3              | Le Marin       | 30     | Sainte-Anne               |
| 3              | Le Marin       | 31     | Sainte-Luce               |
| 2              | La Trinité     | 32     | Sainte-Marie-1            |
| 1              | Fort-de-France | 33     | Schœlcher-1               |
| 2              | La Trinité     | 34     | La Trinité                |
| 3              | Le Marin       | 35     | Les Trois-Îlets           |
| 3              | Le Marin       | 36     | Le Vauclin                |
| 1              | Fort-de-France | 37     | Fort-de-France-5          |
| 1              | Fort-de-France | 38     | Fort-de-France-6          |
| 1              | Fort-de-France | 39     | Fort-de-France-7          |
| 1              | Fort-de-France | 40     | Fort-de-France-8          |
| 1              | Fort-de-France | 41     | Fort-de-France-9          |
| 1              | Fort-de-France | 42     | Fort-de-France-10         |
| 3              | Le Marin       | 43     | Le François-2             |
| 1              | Fort-de-France | 44     | Le Lamentin-2             |
| 1              | Fort-de-France | 45     | Le Lamentin-3             |
| 2              | La Trinité     | 46     | Le Robert-2               |
| 2              | La Trinité     | 47     | Sainte-Marie-2            |
| 1              | Fort-de-France | 48     | Schœlcher-2               |